# 庫雷馬湖
庫雷馬湖是愛沙尼亞的湖泊，由約格瓦縣負責管轄，海拔高度83米，面積3.97平方公里，平均水深5.9米，最大水深13.3米，是中華絨螯蟹的棲息地。
58°43′N 26°33′E / 58.717°N 26.550°E